# Qian Chenghai
Qian Chenghai (钱澄海S, Qián ChénghǎiP; 1934 – 24 aprile 2008) è stato un cestista e allenatore di pallacanestro cinese.

## Carriera
Di ruolo playmaker, nel 1999 stato selezionato tra i 50 giocatori cinesi più importanti della storia, e nel 2009 è stato inserito nella lista dei 60 sportivi più rappresentativi di sempre in Cina.
Da allenatore ha guidato la Cina nel corso degli anni settanta e ottanta.